# Myristica verruculosa
Espèce
Statut de conservation UICN

 NT  : Quasi menacé
Myristica verruculosa est une espèce de plantes du genre Myristica de la famille des Myristicaceae.

## Répartition
Myristica verruculosa vit à l'ouest de la Nouvelle-Guinée.